# 大塞恩島
大塞恩島是蘇格蘭的島嶼，位於北尤伊斯特島附近的大西洋海域，屬於莫納赫群島的一部分，面積2.31平方公里，最高點海拔高度17米，島上無人居住。
57°31′22″N 7°36′48″W / 57.52278°N 7.61333°W